# Penelopides mindorensis
Il bucero di Mindoro (Penelopides mindorensis Steere, 1890) è un uccello della famiglia dei Bucerotidi originario del Sud-est asiatico.
Nel 2016 il bucero di Mindoro è stato valutato dalla Lista Rossa delle specie minacciate della IUCN come «specie in pericolo» (Endangered).

## Descrizione
Il bucero di Mindoro è un bucero relativamente piccolo con una lunghezza del corpo di 45 centimetri. La coda del maschio misura in media 20,3 centimetri, la coda della femmina è leggermente più corta, misurando 19,4 centimetri. Il becco del maschio misura in media 10 centimetri, quello della femmina è leggermente più corto, 9 centimetri in media. Il livello di dimorfismo sessuale è così basso, anche rispetto a quello delle altre specie del genere Penelopides, che è pressoché impossibile distinguere i due sessi nelle osservazioni sul campo.

### Maschio
La testa, il collo e la parte inferiore del corpo sono di colore bianco-giallastro. La regione auricolare e la gola sono nere. La parte superiore del corpo e le ali sono di colore nero, con una lucentezza verde metallico. La coda è color rosso mattone; le penne timoniere terminano con una macchia nera all'estremità, più grande sulle timoniere esterne.
Il becco è nero, con la punta gialla e una serie di strisce gialle sul ramo superiore. Il casco è costituito da una cresta bassa che termina a metà del becco. La pelle nuda attorno agli occhi e la zona nuda della gola sono color carne. Gli occhi sono bruno-rossastri, le zampe e i piedi sono marrone scuro.

### Femmina e giovane
Le femmine adulte hanno un piumaggio che ricorda in gran parte quello dei maschi. Nel complesso, però, sono un po' più piccole e hanno un casco sul becco meno sviluppato. La pelle senza piume della faccia è blu e gli occhi sono di colore castano chiaro.
Gli esemplari giovani sono identici agli adulti, dai quali si differenziano solo per il becco un po' più rugoso.

## Biologia
Il bucero di Mindoro viene avvistato per lo più in coppia, meno di frequente in gruppi composti al massimo da quattro individui. Va generalmente in cerca di cibo ai margini della foresta.
La biologia riproduttiva di questa specie non è ancora stata studiata nei dettagli.

## Distribuzione e habitat
Come è possibile dedurre dal nome, questa specie vive unicamente sull'isola di Mindoro, dove è l'unica specie di bucero presente.
Vive nelle foreste primarie sempreverdi di pianura, ma occasionalmente si sposta nelle foreste secondarie. La forte diminuzione del manto forestale di quest'isola delle Filippine è a causa della grave situazione in cui si trova oggi questa specie. Attualmente l'isola ha una superficie forestale pari a 120 chilometri quadrati e quel che rimane delle foreste di pianura è altamente frammentato. A peggiorare di più le cose contribuisce il fatto che la specie sia anche oggetto di caccia.